# 安全地帯 IN 甲子園球場「さよならゲーム」
『安全地帯 IN 甲子園球場「さよならゲーム」』（あんぜんちたい イン こうしえんきゅうじょう 「さよならゲーム」）は、日本のロックバンド安全地帯によるライブ映像作品、ライブ・アルバム。

## 解説
2020年7月29日に発売された。映像作品は前作『安全地帯 ALL TIME BEST「35」〜35th Anniversary Tour 2017〜LIVE IN 日本武道館』より約8ヶ月振り。
阪神甲子園球場にて行われたライブ公演の様子が収められており、バンドとしてスタジアム・ライブを行うのは、1986年に行われたライブ『STARDUST RENDEZ-VOUS スターダスト・ランデブー 井上陽水・安全地帯 LIVE at 神宮球場』以来、約30年振りとなり、阪神甲子園球場にてライブを行うのは今回がバンド自身初となる。
また、今回のライブは、開催が決定した数ヶ月後にドラマーの田中裕二が脳内出血発症により、入院を余儀無くされるというアクシデントに見舞われた。田中は、公演日までの復帰を目指して療養とリハビリを継続していたが、復帰出来る状態にまでは回復できず、出演を断念。ライブは、田中の前向きな意思と、メンバーの「全員が一丸となってこの公演をやり遂げていこう」と言う思いを受け、4人だけで決行することとなった。

## 収録曲
1. Endless (プロローグ)
2. We're alive
3. 情熱
4. 銀色のピストル
5. 1991年からの警告
6. Lonely Far
7. 熱視線
8. 好きさ
9. プラトニック>DANCE
10. 遠くへ
11. 恋の予感
12. 碧い瞳のエリス
13. Friend
14. 夕暮れ –instrumental-
15. 夢のつづき
16. あなたに
17. ワインレッドの心
18. 蒼いバラ
19. 真夜中すぎの恋
20. じれったい
21. メンバー紹介
22. 悲しみにさよなら
23. ひとりぼっちのエール

アンコール
1. I Love Youからはじめよう
2. あの頃へ
3. Endless (エンドロール)

特典映像
1. Documentary of 安全地帯

## 安全地帯 IN 甲子園球場「さよならゲーム」 (ライブ・アルバム)
『安全地帯 IN 甲子園球場「さよならゲーム」』（あんぜんちたい イン こうしえんきゅうじょう 「さよならゲーム」）は安全地帯のライブ・アルバム。2020年8月19日に 日本コロムビア / BETTER DAYSより発売された。

### 解説
ライブ・アルバムは、2010年の『安全地帯 “完全復活” コンサートツアー2010　Special at 日本武道館 〜Start & Hits〜「またね…。」』より約10年振りとなる。上記ライブの音源がノーカットで収録されている。CDとLPで発売された。
CDは、Blu-rayやDVDに施したマスタリングとは全く別のマスタリング作業を施した音源で収録され、当日の息吹や、阪神甲子園球場での臨場感、バンドサウンドのダイナミックさを最大限に引き出すため、細部まで拘りを持って仕上げられた。
ボーカルの玉置浩二は本作に関して「あの時を振り返ってね、今思うとあの時、本当に甲子園ライブやってよかったなと思うんだよね。あの時の音や映像に触れる度にすごくしみじみ感じることが多くてさ。あの甲子園球場でやることが決まってからは、スタッフも色々と動いてくれていたんだけど、その矢先に田中が倒れちゃって。その事もあって凄く悩みに悩んだんだけど、やっぱり、最後までやり遂げよう!って決めてさ、それでやった結果、物凄く素晴らしいライブが出来上がったんだよ。もう、来てくださったファンの皆さん、動いてくれたスタッフも、着いてきてくれたメンバー、全員が輝いて見えたね。今回、CD、LPで発売することになったんだけど、映像がない分だけ、音が違ってくるんだよね。その当時の息吹を大事にしながら、よりクオリティを上げた音に整理し直していったんだよ。俺も仕上がりは楽しみにしているし、これ以上無いって位最高の出来に仕上がったと思うなあ。」と語っている。

### 収録曲

#### Disc.1
1. Endless (プロローグ)
2. We're alive
3. 情熱
4. 銀色のピストル
5. 1991年からの警告
6. Lonely Far
7. 熱視線
8. 好きさ
9. プラトニック>DANCE
10. 遠くへ
11. 恋の予感
12. 碧い瞳のエリス
13. Friend

#### Disc.2
1. 夕暮れ –instrumental-
2. 夢のつづき
3. あなたに
4. ワインレッドの心
5. 蒼いバラ
6. 真夜中すぎの恋
7. じれったい
8. メンバー紹介
9. 悲しみにさよなら
10. ひとりぼっちのエール

アンコール
1. I Love Youからはじめよう
2. あの頃へ
3. Endless (エンドロール)